# Jaroslav Mráček
Jaroslav Mráček (24. dubna 1897 Beroun – ???) byl český a československý politik, poválečný poslanec Prozatímního Národního shromáždění za Komunistickou stranu Československa.

## Biografie
Za první světové války bojoval v Československých legiích v Rusku, do kterých vstoupil 24. července 1917. V roce 1945 se uvádí jako obuvník z Berouna.
V letech 1945-1946 byl poslancem Prozatímního Národního shromáždění za KSČ, respektive za Ústřední svaz řemesel. V parlamentu setrval do parlamentních voleb v roce 1946.